# 高尚 (唐朝)
高尚（？—759年3月25日），唐朝幽州雍奴（今天津武清西北）人，本名不危。
他的母亲年老，向别人乞食，高尚周游不回家侍养。与令狐潮关系好，和他的婢女私通，生下一女，于是留居。高尚好学，善文辞。他对汝南周铣说：“吾当作贼死，不能吃草根求活也。”李齐物为新平郡太守（怀州刺史），推荐高尚入朝，给他资助三万钱，引见给高力士。天宝元年（742年）高力士重视他的才干，置於门下，擢升为左领军仓曹参军。天宝六载（747年）经高力士推荐给安禄山，为平卢节度使掌书记。他极受安禄山厚待，常劝安禄山谋叛。天宝十四年（755年），安禄山在范阳谋反，与严庄、孙孝哲为安禄山谋划。至德元载（756年）正月，安禄山在洛阳称帝，建立大燕政权后，以高尚为中书侍郎，安禄山叛军的制敕文诰多出其手。至德二载（757年）与严庄等诛杀安禄山，立安禄山之子晋王安庆绪为帝。安庆绪任命他为侍中。后高尚和崔乾祐、孙孝哲被史思明缢死。

## 延伸阅读
[在维基数据编辑]
 《舊唐書·卷200上》，出自刘昫《舊唐書》
 《新唐書·卷225上》，出自《新唐書》